# Virgichneumon atricolor
Virgichneumon atricolor är en stekelart som först beskrevs av Berthoumieu 1910.  Virgichneumon atricolor ingår i släktet Virgichneumon och familjen brokparasitsteklar. Inga underarter finns listade i Catalogue of Life.